# Daniele Follero
Daniele Follero (Pozzuoli, 13 agosto 1977) è un giornalista, critico musicale, saggista e insegnante italiano.

## Biografia
Giornalista pubblicista dal 1999, si laurea nel 2003 al Dams di Bologna con una tesi sulle dinamiche interculturali nel flamenco moderno. Negli anni successivi collabora alla cattedra di Etnomusicologia presso la stessa facoltà. Ha scritto per diverse riviste di settore e magazine online, tra cui Il Notiziario Flegreo, Musica Domani, rivista ufficiale della SIEM, Musica Insieme, Sentire Ascoltare.
Nel 2009 pubblica Concept album, saggio sul fenomeno dei dischi a tema nella popular music, con la prefazione del musicologo e musicista Franco Fabbri.
Nel 2011 pubblica la prima biografia italiana dei Kiss, Kiss. Le maschere del rock.
Per Odoya e Meridiano zero, cura le edizioni italiane di saggi e monografie a carattere musicologico: Miles on Miles. Incontri con Miles Davis di Maher e Dorr, Storia della musica di Kurt Pahlen, e Fargo Rock City di Klostermann.
Nel 2018 esce per Hoepli Opera rock. La storia del concept album, in collaborazione con Donato Zoppo, ideale continuazione delle prime riflessioni su concept e rock opera con un'introduzione di Vittorio de Scalzi.
Nel 2021 pubblica per Hoepli La storia di Hard Rock & Heavy Metal, in collaborazione con Luca Masperone, con prefazioni di Michael Weikath, Aaron Stainthorpe  e Pino Scotto, a cura di Ezio Guaitamacchi.
Collabora con la rivista musicale Rockerilla e insegna musica nella scuola secondaria.

## Saggistica
- Concept album. I dischi a tema da Sgt Pepper's al nuovo millennio, Bologna, Odoya, 2009
- Kiss. Le maschere del rock, Bologna, Odoya, 2011
- con D. Zoppo, Opera Rock. La storia del concept album, Milano, Hoepli, 2018
- con L. Masperone, La storia di Hard Rock & Heavy Metal, Milano, Hoepli, 2021